# سرخرگ تیروئیدی زیرین
سرخرگ تیروئیدی زیرین (انگلیسی: Inferior thyroid artery) بزرگترین و مهم‌ترین شاخهٔ تنه تیروسرویکال است.
این سرخرگ خون‌رسانی حنجره، تراشه، مری و غدد تیروئید و پاتیروئید را به همراه عضلات نزدیک آن بر عهده دارد.